# Boeing 787
Boeing 787 Dreamliner – średniego rozmiaru, szerokokadłubowy samolot pasażerski dalekiego zasięgu. Pierwszy oblot odbył się 15 grudnia 2009, służbę rozpoczął w 2011 roku. Skonstruowany i wybudowany przez Boeing Commercial Airplanes. Przewozi od 210 do 330 pasażerów w zależności od konfiguracji miejsc siedzących. Z założenia samolot ma być oszczędniejszy, jeśli chodzi o zużycie paliwa w porównaniu do poprzednich modeli samolotów pasażerskich. Oprócz tego został pierwszym samolotem pasażerskim, w którym kadłub i skrzydła wykonano niemal w całości z materiałów kompozytowych Kompozyty stanowią 50% ciężaru samolotu (80% objętości materiałów), w tym wykorzystano głównie tworzywa sztuczne wzmocnione włóknem węglowym (CFRP), 20% to aluminium, 15% tytan, 10% stal, 5% inne materiały.
Samolot oferowany jest w trzech wersjach:
- 787-8 (wersja bazowa, 210-250 pasażerów)
- 787-9 (wersja przedłużona, 250-290 pasażerów)
- 787-10 (wersja najdłuższa, 290-330 pasażerów)

Przed 28 stycznia 2005 samolot był znany jako Boeing 7E7.

## Historia
Samolot wypuszczono na rynek jako 7E7 Dreamliner w 2004, rozpoczynając sprzedaż od zamówienia złożonego 26 kwietnia przez japońską All Nippon Airways na 50 sztuk. Aby wyjść naprzeciw oczekiwaniom pasażerów i użytkowników samolot miał przewozić od 200 do 300 pasażerów na dystansach 6,5 do 16 tys. km, zużywać o 20% mniej paliwa i zapewniać znacznie wyższy komfort. Nowy produkt realizuje opracowaną przez Boeinga wizję lotnictwa „z punktu do punktu”, bez konieczności przesiadek na długich dystansach. Znak 787 nadano mu oficjalnie 28 stycznia 2005. Głównie za sprawą outsourcingu samolot zamierzano opracować w cztery lata kosztem 6 miliardów USD. Program Dreamlinera zanotował trzyletnie opóźnienie, a koszty badawczo-rozwojowe poniesione przez Boeinga wyniosły około 16 mld USD. Boeing ustalił próg rentowności programu Dreamlinera na 1100 sztuk.

### Pierwszy lot
Pierwszy lot, który miał się odbyć 7 sierpnia 2007 roku (data 07.08.07 miała kojarzyć się z numerem 787), został przesunięty na listopad/grudzień 2007 roku, a następnie na koniec pierwszego kwartału 2008 roku. Przyczyną były niezgodności niektórych części produkowanych przez podwykonawców oraz problemy z testami wytrzymałościowymi i wciąż ze zbyt dużą masą elementów skrzydeł. Ostatecznie pierwszy lot odbył się 15 grudnia 2009 roku, samolot wystartował z Everett o godzinie 10:25 czasu miejscowego (19:25 czasu polskiego). Pilotowała go doświadczona załoga: kapitan Mike Carriker i kapitan Randy Neville. Lot miał trwać pięć i pół godziny, jednak ze względu na złe warunki atmosferyczne (silny deszcz) został skrócony do trzech.

### Rekordy dystansu i szybkości lotu

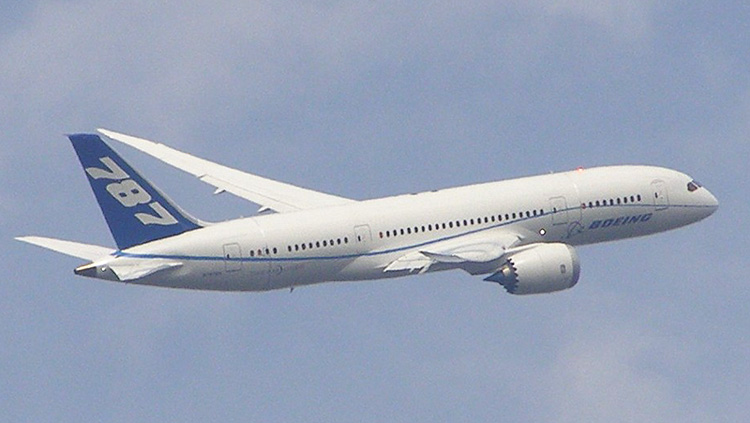
Trzeci prototyp B787 oznaczony jako N787BX

Między 6 a 8 grudnia 2011 roku, szósty wyprodukowany egzemplarz samolotu Boeing 787-8 o numerze fabrycznym ZA006 ustanowił dwa nowe rekordy światowe dla tej klasy maszyn, w zakresie dystansu nieprzerwanego lotu oraz jego prędkości. Startując 6 grudnia o godzinie 11:02 z lotniska Boeinga w Seattle, w konfiguracji z silnikami GEnx oraz 13 osobami na pokładzie (6 osób załogi, obserwator z ramienia National Aeronautic Association oraz 6 pracowników zakładów Boeing), w nieprzerwanym locie na wschód pokonał trasę o długości 10 710 mil morskich (19 835 km) do Dhaka w Bangladeszu. Samolot pobił tym samym ustanowiony przez Airbus A330 w 2002 roku rekord dystansu lotu dla samolotów zdolnych do przewiezienia 210-250 pasażerów, który wynosił dotąd 9127 mil morskich (16 903 km). Po około dwugodzinnym postoju celem uzupełnienia paliwa, samolot odleciał w drogę powrotną do Seattle, kierując się wciąż na wschód. Pokonał tym razem dystans 9734 mil morskich (18 027 km) lądując ponownie na lotnisku fabrycznym w Seattle 8 grudnia o godzinie 5.29 rano. Całkowita trasa dookoła globu ziemskiego przebiegała przez przestrzeń powietrzną Stanów Zjednoczonych, następnie nad Atlantykiem, wejście w europejską przestrzeń powietrzną nastąpiło w pobliżu Santiago w Hiszpanii, po czym samolot rozpoczął zniżanie nad Morzem Śródziemnym, przecinając następnie przestrzeń powietrzną Egiptu do Luksoru, po czym przelatując nad Środkowym Wschodem i Indiami dotarł do Bangladeszu. Po uzupełnieniu tam paliwa, maszyna rozpoczęła drugi segment lotu poruszając się na wschód nad Singapurem, Filipinami i Guam, ponownie wchodząc w przestrzeń powietrzną Stanów Zjednoczonych nad Honolulu na Hawajach i kończąc lot w Seattle. 42 godziny i 27 minuty lotu dookoła globu stanowi nowy rekord prędkości dla samolotów o masie 440–550 tys. funtów.

### Opóźnienie w dostawach
Boeing na swojej stronie internetowej informował, że lot testowy ma się odbyć w czwartym kwartale 2008 r., a pierwsze dostawy mogą zostać zrealizowane w trzecim kwartale 2009 r., jednak z powodu strajku operatorów obrabiarek nastąpiło dalsze opóźnienie. 4 listopada firma ogłosiła, że pierwszy lot nie odbędzie się w zapowiadanym terminie. Jako przyczynę podano niewłaściwą instalację ważnych elementów łączących. 11 grudnia 2008 Boeing ogłosił, że pierwszy lot odbędzie się w 2. kwartale 2009, a pierwsze dostawy Dreamlinera przypadną na pierwszy kwartał 2010. W dniu 23 czerwca 2009 Boeing po raz kolejny poinformował o przełożeniu pierwszego lotu testowego, tym razem na 15 grudnia 2009 roku, który to lot odbył się i zakończył pomyślnie. W listopadzie 2010 r., podczas lotu testowego, na pokładzie jednego z sześciu testowych Dreamlinerów miała miejsce awaria instalacji elektrycznej, która spowodowała pożar w tylnej części kadłuba. W związku z tym incydentem Boeing poinformował, że dostawa pierwszych samolotów przewoźnikom została po raz kolejny przełożona, tym razem na III kwartał 2011 r.

### Służba w lotnictwie
Pierwszy samolot został przekazany 26 września 2011 liniom All Nippon Airways. Linie lotnicze ANA postanowiły pod koniec września 2011 roku wystawić pierwsze bilety na komercyjny lot na portalu aukcyjnym eBay. Cena wywoławcza wyniosła 1826 australijskich dolarów. Pierwsze miejsce w klasie biznes wylicytowano za ponad 32 tys. australijskich dolarów. Pierwszy komercyjny lot Dreamlinerem został zaplanowany na 26 października 2011 roku. Rejs liniami lotniczymi ANA odbył się na trasie z tokijskiego lotniska Narita do Hongkongu. Cały dochód z aukcji został przekazany na rzecz japońskiej instytucji zajmującej się ochroną środowiska.
Samoloty od rozpoczęcia lotów komercyjnych cierpiały na usterki techniczne związane z instalacją elektryczną i paliwową, doszło do pęknięcia szyby, wycieku paliwa i pożaru akumulatorów litowo-jonowych APU. 16 stycznia 2013 japońskie linie lotnicze ANA i JAL zadecydowały, ze względu na serię usterek, o wstrzymaniu lotów wszystkich posiadanych Dreamlinerów. 16 stycznia 2013 amerykański Federalny Urząd ds. Lotnictwa oraz jego europejski odpowiednik Europejska Agencja Bezpieczeństwa Lotniczego uznały samoloty typu Boeing 787 za niezdolne do lotu do czasu przeprowadzenia ich inspekcji. Nad wyjaśnieniem problemów z akumulatorami Boeing pracował razem z National Transportation Safety Board (NTSB). 7 lutego, trzy tygodnie po uziemieniu, piąty prototyp 787 wykonał za zgodą FAA jednorazowy przelot z Fort Worth w Teksasie na lotnisko producenta Paine Field w Everett. Następnego dnia FAA zezwoliła na wznowienie lotów dla celów testowych. Chociaż nie udało się ustalić przyczyny przegrzewania akumulatorów, 22 lutego Boeing zaproponował rozwiązanie problemu, polegające na zamontowaniu systemu wentylacji chłodzącej i izolacji ceramicznej, 12 marca plan naprawczy został zaakceptowany przez FAA. Podczas drugiego od czasu uziemienia lotu, 25 marca 2013 na wyprodukowanym dla LOT samolocie z zaimplementowanymi zmianami przetestowano poprawione akumulatory. 5 kwietnia ten sam samolot wykonał lot certyfikacyjny w obecności przedstawicieli FAA. 19 kwietnia ulepszony system akumulatorów został zatwierdzony przez FAA, co pozwoliło na rozpoczęcie modyfikacji wszystkich 787. 23 kwietnia także europejska EASA zatwierdziła modyfikację systemu akumulatorów, w tym czasie łącznie 50 uziemionych Dreamlinerów znajdowało się od stycznia na terenie 15 portów w 9 krajach, z czego 23 sztuki na terenie Japonii, a ich modyfikację prowadziło 10 zespołów techników. 26 kwietnia FAA wydała dyrektywę zdolności do lotów dla typu 787 po modyfikacji, równolegle uziemienie zniesiono w Japonii. 27 kwietnia 2013 787 Ethiopian naprawiony w centrum serwisowym w Addis Abeba wykonał pierwszy od trzech miesięcy komercyjny lot do Nairobi.
Pierwszy samolot 787-8 o numerze rejestracyjnym N787BA w dniu 21 czerwca 2015 roku o godzinie 11:30 czasu lokalnego wystartował z lotniska Boeinga (BFI) w Seattle w swój ostatni lot do Nagoya International. Samolot został przekazany jako eksponat do muzeum

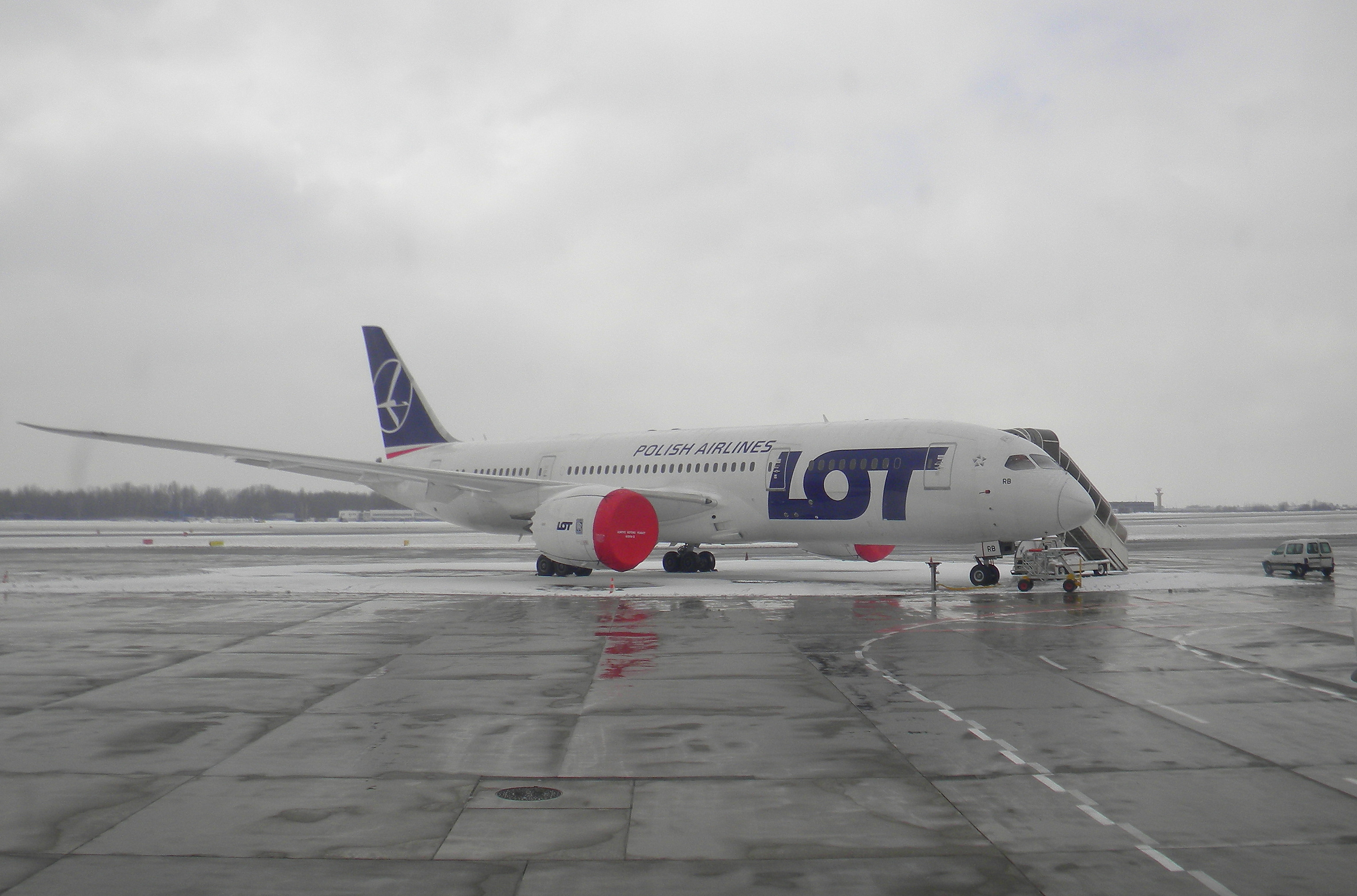
Drugi Boeing B787 w barwach PLL LOT (SP-LRB) zaparkowany na płycie postojowej Lotniska Chopina w Warszawie

#### Dreamliner w LOT
Polskie Linie Lotnicze LOT są w tej chwili w posiadaniu wszystkich ośmiu zamówionych przez siebie maszyn w wersji 787-8, oraz 7 wersji 787-9. Zgodnie z porozumieniem podpisanym z Boeingiem, pierwszy z zamówionych dla LOT-u egzemplarzy, o rejestracji SP-LRA, został dostarczony 15 listopada 2012. 14 grudnia 2012 o godz. 8:00 wystartował z Lotniska Chopina w Warszawie Boeing 787 Dreamliner SP-LRA w swój pierwszy rozkładowy rejs do Pragi. Był to pierwszy komercyjny lot Dreamlinera w barwach PLL LOT. W pierwszą podróż za Atlantyk Dreamliner LOT-u udał się 16 stycznia 2013 do Chicago. PLL LOT są pierwszymi europejskimi liniami eksploatującymi te samoloty.
Obecnie LOT dysponuje ośmioma samolotami Boeing 787-8 (najnowsza maszyna o oznaczeniu SP-LRH wylądowała na Lotnisku Chopina 15 lipca 2017) w układzie:
- klasa business (BC) – 18 miejsc w układzie siedzeń 2-2-2
- klasa premium (PEC) – 21 miejsc w układzie siedzeń 2-3-2
- klasa ekonomiczna (EC) – 213 miejsc w układzie siedzeń 3-3-3

Od wprowadzenia przez LOT do służby Dreamlinery mają problemy z usterkami. Podczas lotów próbnych wystąpiły problemy z podwoziem, podczas lotu z Pragi wystąpiła nieszczelność kabiny spowodowana wadą uszczelki drzwi, a drugi nowo dostarczony egzemplarz od razu został „uziemiony”. 5 stycznia 2013 w rejsie do Frankfurtu lot nr L0379 z powodu usterki, przed boardingiem, zamieniono niesprawnego Dreamlinera na drugiego bez defektu. 11 stycznia 2013 samolot, który miał odlecieć z pasażerami do Budapesztu, został zawrócony z pasa startowego z powodu awarii.
Po usunięciu usterek przez producenta trzy Dreamlinery PLL LOT wznowiły loty od 1 czerwca 2013, pierwszy kurs po przerwie wykonał SP-LRA do Nowego Jorku.
| NUMER REJESTRACYJNY | DATA PRZYLOTU     | OZNACZENIE FABRYCZNE | NUMER LINIOWY | NUMER KONSTRUKCYJNY | NALOT W GODZINACH | CYKLE START-LĄDOWANIE |
| ------------------- | ----------------- | -------------------- | ------------- | ------------------- | ----------------- | --------------------- |
| SP-LRA              | 14 listopada 2012 | ZA270/8              | 61            | 35 938              | 19 366,5          | 2604                  |
| SP-LRB              | 20 grudnia 2012   | ZA271/8              | 78            | 37 894              | 19 414,5          | 2497                  |
| SP-LRC              | 16 maja 2013      | ZA272/8              | 86            | 35 940              | 19 837            | 2503                  |
| SP-LRD              | 21 czerwca 2013   | ZA273/8              | 87            | 35 941              | 19 714            | 2383                  |
| SP-LRE              | 29 lipca 2013     | ZA274/8              | 88            | 35 939              | 19 078,5          | 2296                  |
| SP-LRF              | 30 kwietnia 2014  | ZA275/8              | 161           | 35 942              | 15 267            | 1853                  |
| SP-LRG              | 8 czerwca 2017    | ZA276/8              | 568           | 35 944              | 554               | 67                    |
| SP-LRH              | 14 lipca 2017     | ZA277/8              | 583           | 35 943              | 45                | 6                     |

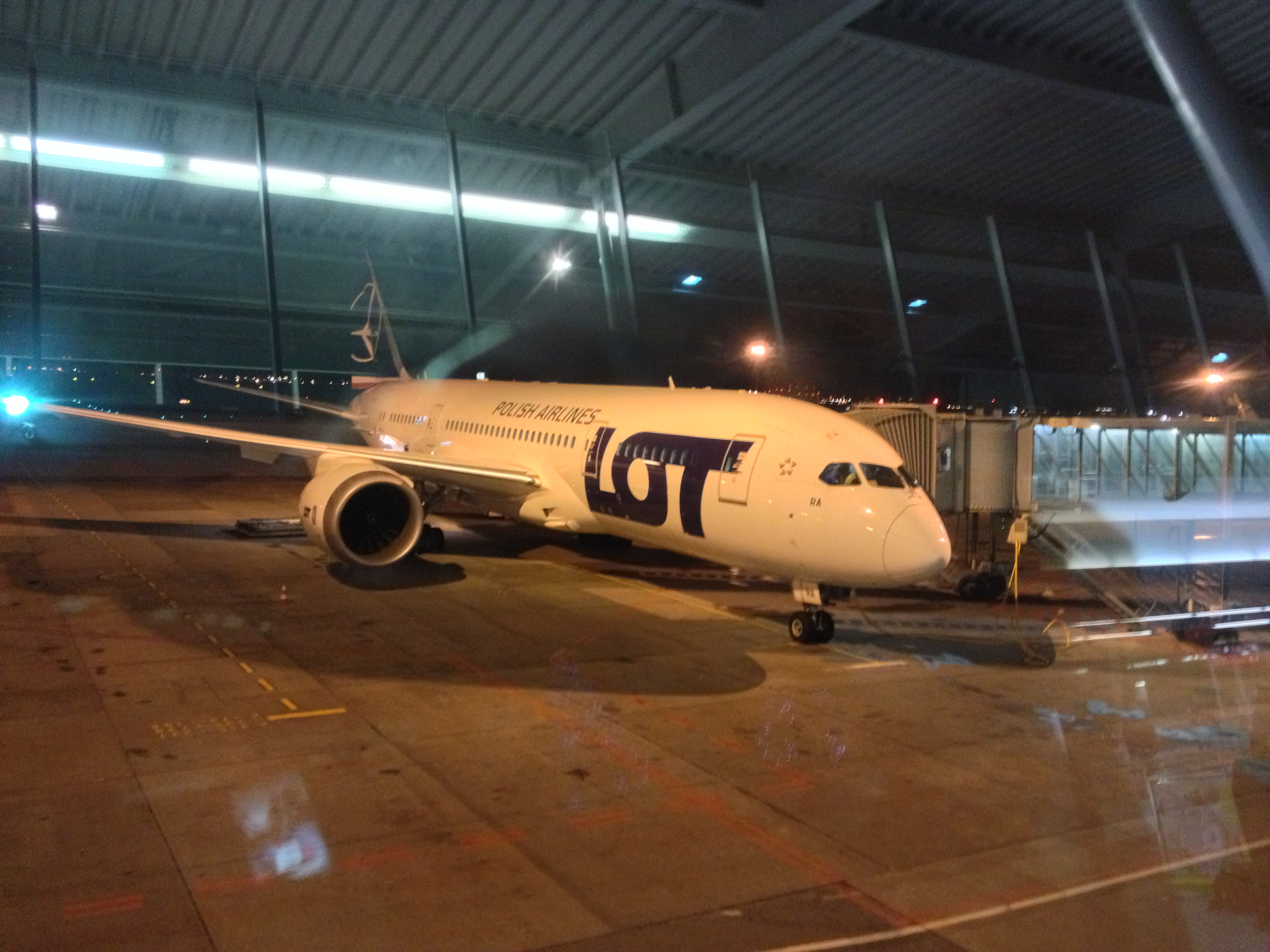
Samolot Boeing 787-8 Dreamliner w służbie LOT – w rejsie do Frankfurtu, 5 stycznia 2013
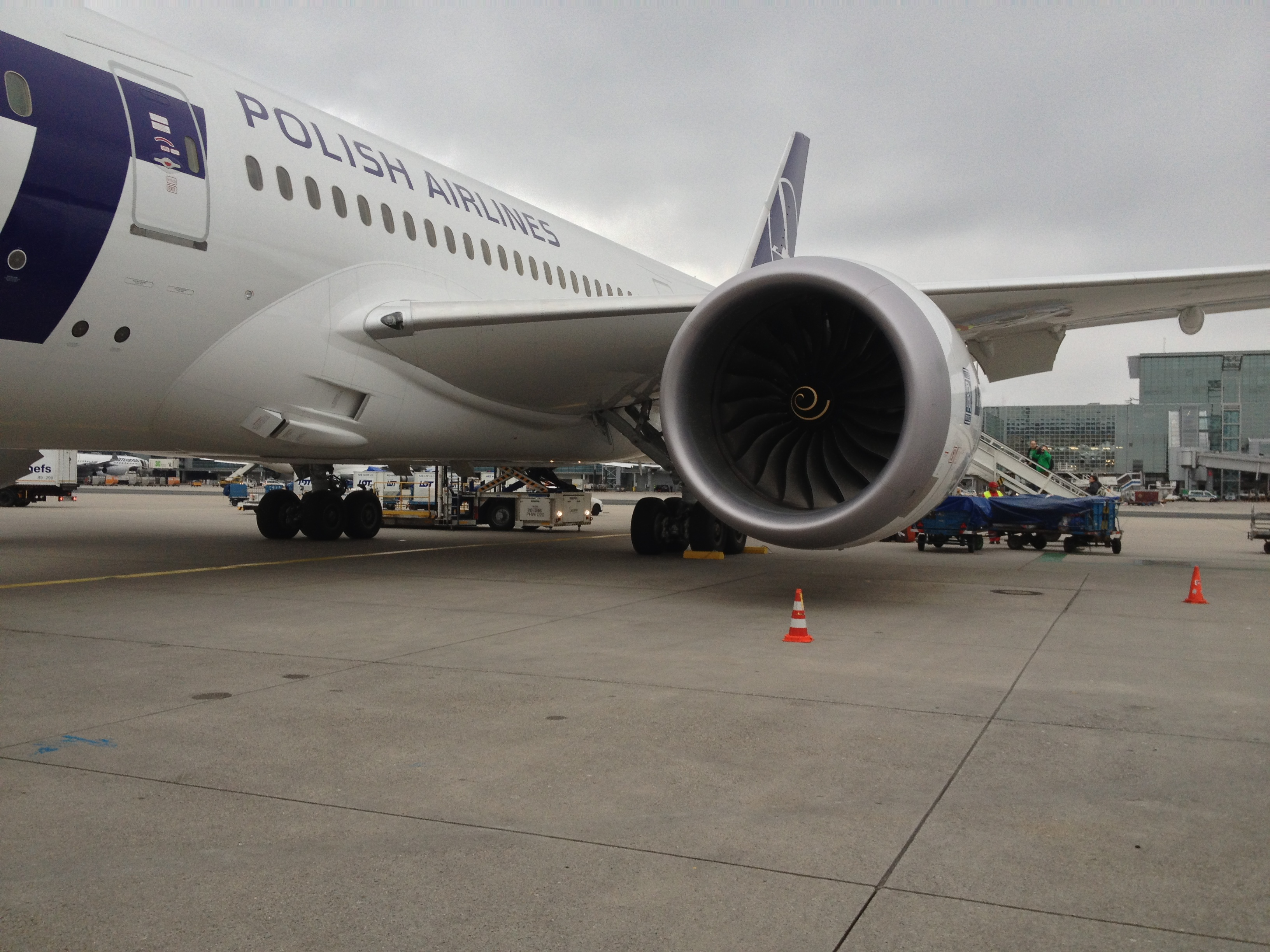
Samolot Boeing 787-8 Dreamliner w służbie LOT – na płycie postojowej lotniska we Frankfurcie, 6 stycznia 2013
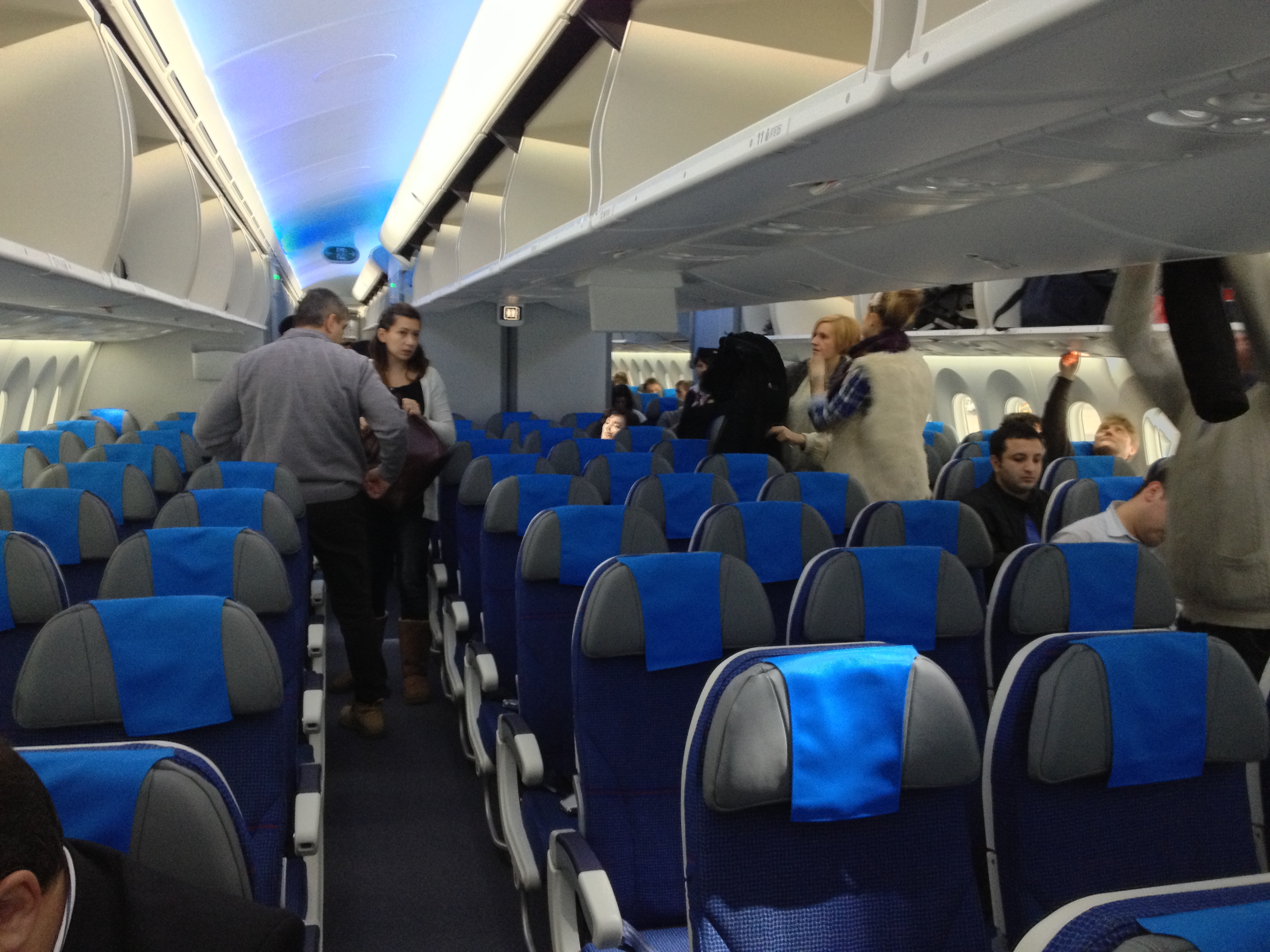
Samolot Boeing 787-8 Dreamliner w służbie LOT – kabina klasy ekonomicznej układ siedzeń 3-3-3
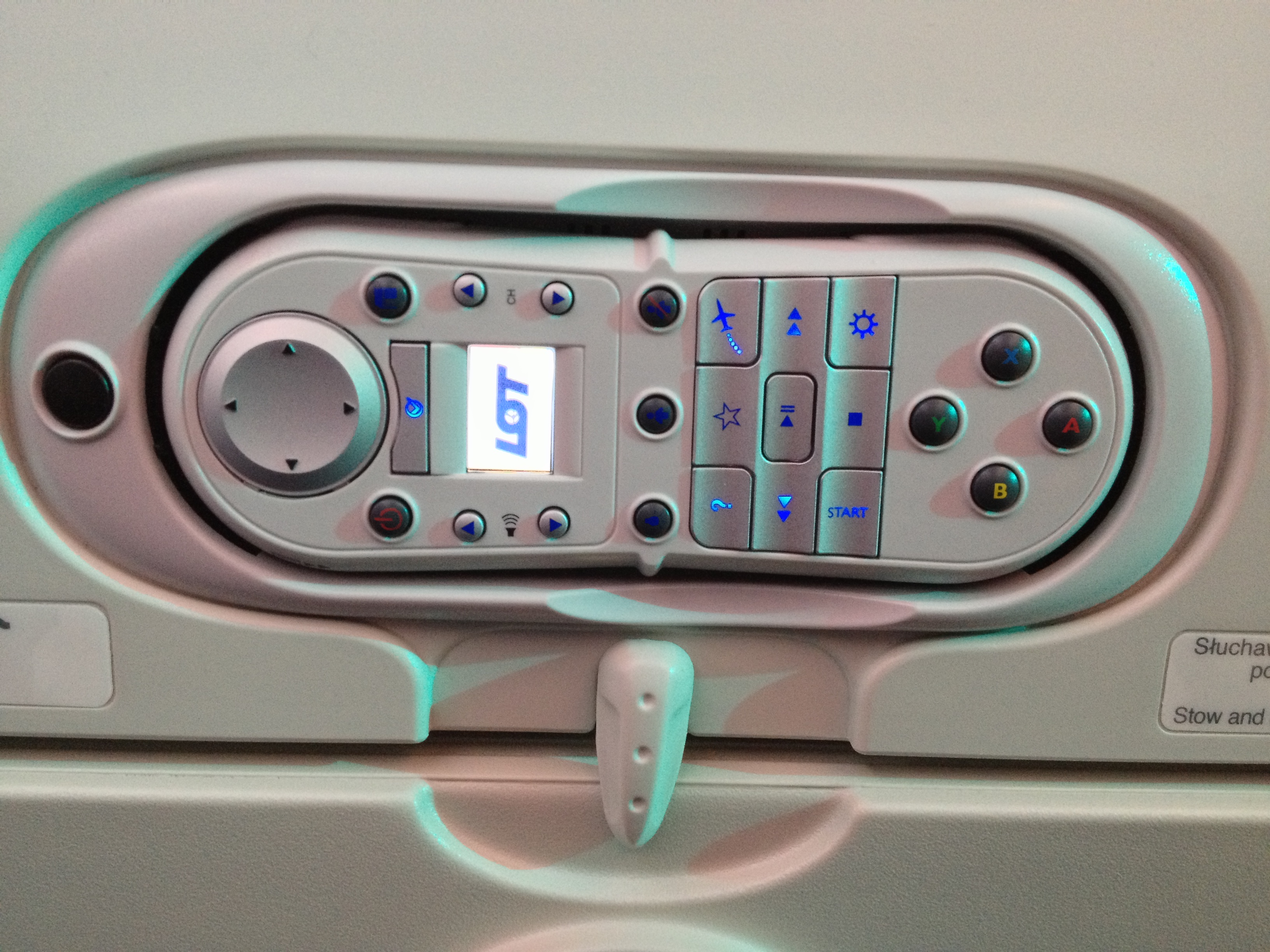
Samolot Boeing 787-8 Dreamliner w służbie LOT – pilot obsługi multimediów pasażera klasy ekonomicznej

##### Zastąpienie Airbusem
Kolejne problemy z Boeingami 787 w LOT sprawiły, że czasowo zastąpione je konkurencyjnym Airbusem A340-300.

## Wersje samolotu

Porównanie rozmiarów Boeinga 787-8 (czarna obwódka) do Boeinga 777-300, 767-300 i 737-800.

Od rozpoczęcia programu Boeing zaoferował 4 pasażerskie warianty 787, z których 3 trafiły do produkcji. Pierwszym z nich był 787-8, kolejnym 787-9 w 2014 roku, a na końcu 787-10. Rozwój krótkodystansowego modelu 787-3 został wstrzymany w związku z problemami z 787-8. Organizacja Międzynarodowego Lotnictwa Cywilnego (ICAO) oznacza wersje 787-8 i 787-9 odpowiednio jako „B788” i „B789”.

### 787-3

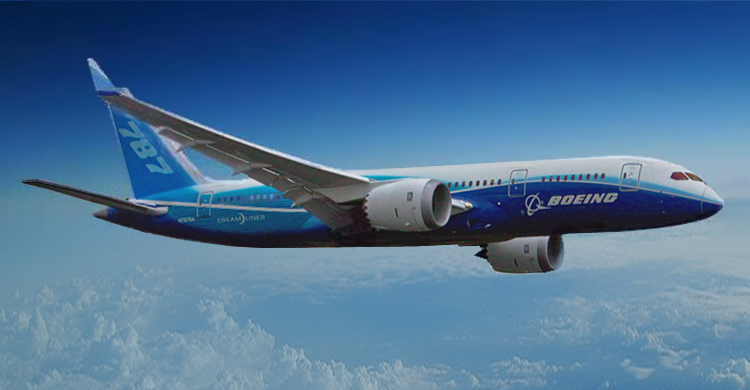
Wizja 787-3 z krótszymi skrzydłami zakończonymi wingletami.

787-3 domyślnie przeznaczony był do lotów o dużej częstotliwości. Został zaprojektowany jako krótkodystansowy samolot o 290 miejscach podzielonych na dwie klasy o maksymalnym zasięgu od 4650 do 5650 km. Kadłub oraz skrzydła są identyczne jak w 787-8, jednak zakrzywione końcówki skrzydeł zastąpiono wingletami. Zmiana ta skróciła skrzydła o 7,6 m, co umożliwiło 787-3 zmieścić się w mniejszych, krajowych bramkach, szczególnie w Japonii.
787-3 został zaprojektowany dla tras obsługiwanych przez samoloty wielkości 757-300/767-200 z lotnisk o ograniczonym miejscu przy bramce.
Dwie japońskie linie lotnicze zamówiły 45 samolotów, jednak w związku z problemami z modelem 787-8 Boeing przełożył w kwietniu 2008 roku przedstawienie 787-3 w kolejce za 787-9 bez określania czasu ostatecznej dostawy. Do stycznia 2010 wszystkie zamówienia na 787-3 zostały zmienione na 787-8. 787-3 nie cieszył się zainteresowaniem potencjalnych klientów, ponieważ został zaprojektowany specjalnie na potrzeby japońskiego rynku. Boeing porzucił program 787-3 w grudniu 2010 roku, gdyż nie był on dłużej opłacalny.

### 787-8

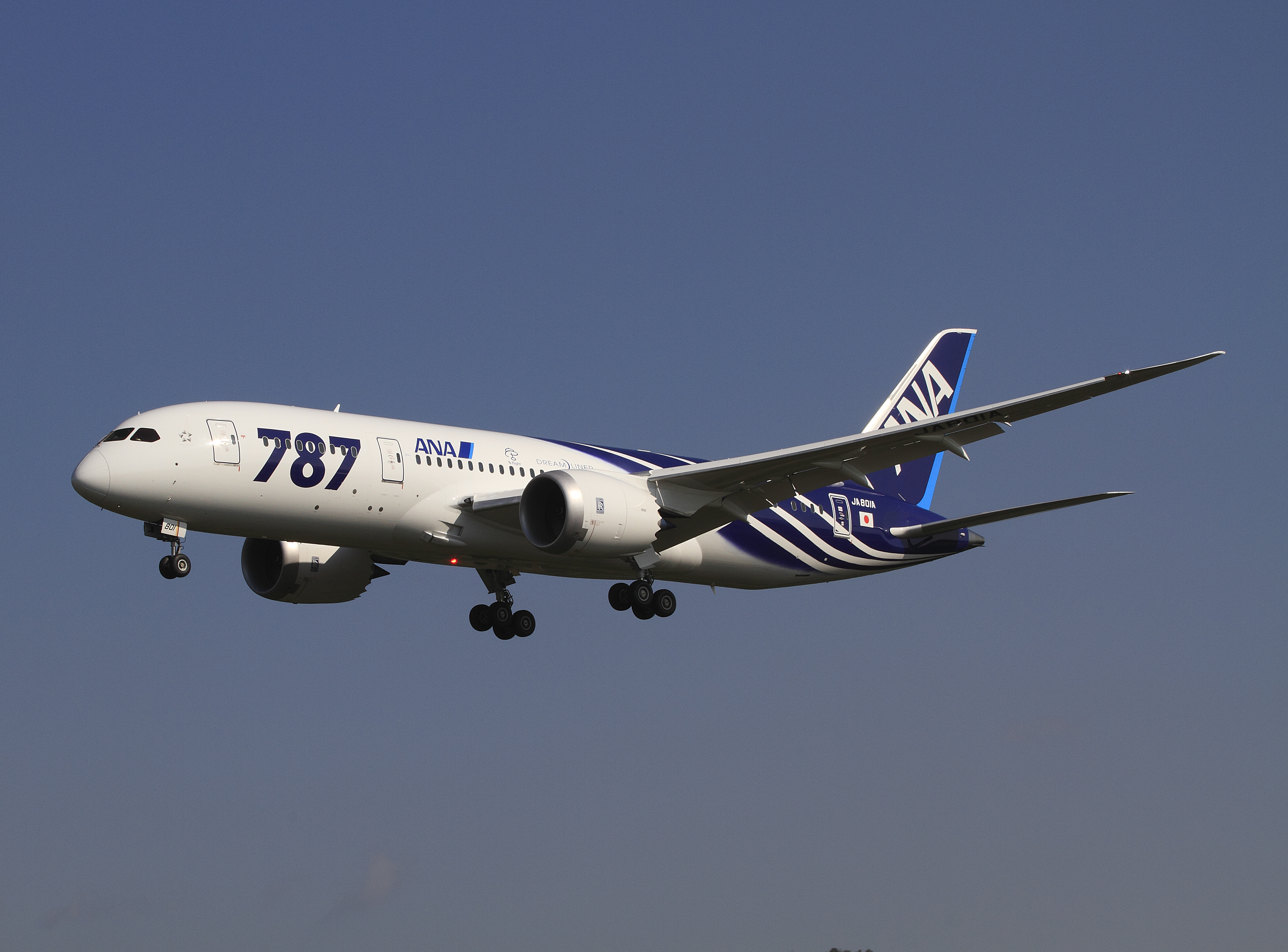
Boeing 787-8 w specjalnym malowaniu. Linie ANA jako pierwsze na świecie zaczęły użytkować Dreamlinera.

787-8 jest podstawowym z modeli rodziny 787. Charakteryzuje się długością 57 m, rozpiętością skrzydeł 60 m i zasięgiem od 14 170 do 15 190 km zależnie od konfiguracji miejsc. Jest jedynym z rodziny 787 i trzecim w historii Boeinga (po 747SP i 777-200LR) samolotem szerokokadłubowym, którego rozpiętość skrzydeł jest dłuższa od kadłuba. 787-8 jest w stanie pomieścić 210 osób w 3-klasowej konfiguracji. Wszedł do służby w 2011 jako pierwszy z wariantów 787. Jego celem jest zastąpienie 767-200ER, 767-300ER i 777-200, oraz konkurowanie z A330-200 i ekspansja na rynki, na których większe samoloty byłyby nieopłacalne. ⅔ wszystkich zamówień na 787 dotyczą 787-8.

### 787-9

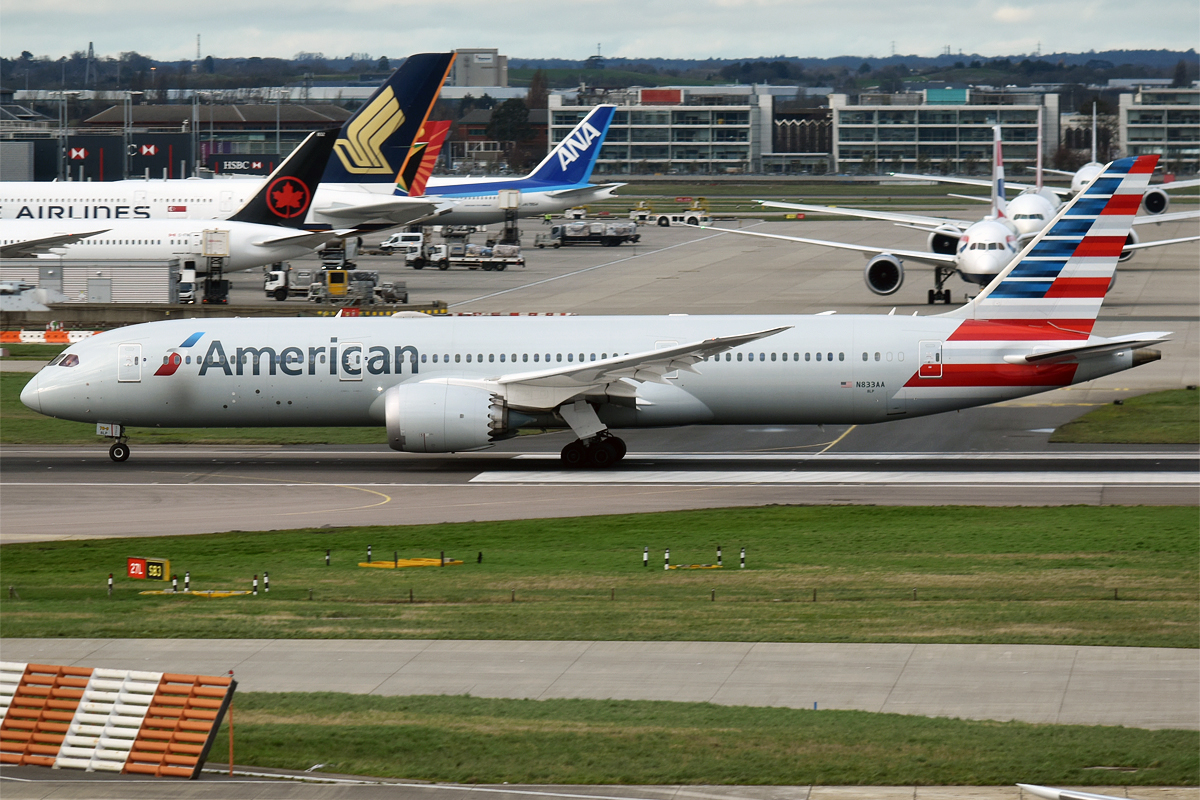
Boeing 787-9 linii American Airlines

787-9 to pierwsza wersja powiększona do długości 63 metrów, dłuższa o 6,1 m od 787-8 i przeznaczona dla około 280 pasażerów. Samolot zabiera więcej paliwa, ma masę startową zwiększoną do 251 000 kg, ale taką samą rozpiętość, zasięg samolotu wzrośnie nieznacznie do 15 372 km. Samolot napędzają te same silniki GE i RR, ale o ciągu zwiększonym do 320 kN. Boeing 787-9 zastąpi w ofercie model 767-400ER, a będzie rywalizować z Airbus A330-300, który przy bardzo podobnych wymiarach ma zasięg 11 000 km. Pierwszy egzemplarz zmontowano w maju 2013, jego oblot odbył się 17 września 2013. W fazie testów wzięło udział pięć egzemplarzy, które wylatały łącznie 1500 godzin. 16 czerwca 2014 Boeing otrzymał wspólny certyfikat typu od FAA i EASA dla wersji 787-9, do tego czasu zdobył zamówienia na 413 sztuk od 26 użytkowników, co stanowi 40% sprzedaży Dreamlinera. Pierwszy z trzech testowych Boeing 787-9 oblatano 18 września 2013. Pierwszy egzemplarz dostarczono do linii Air New Zealand 8 lipca 2014.

### 787-10

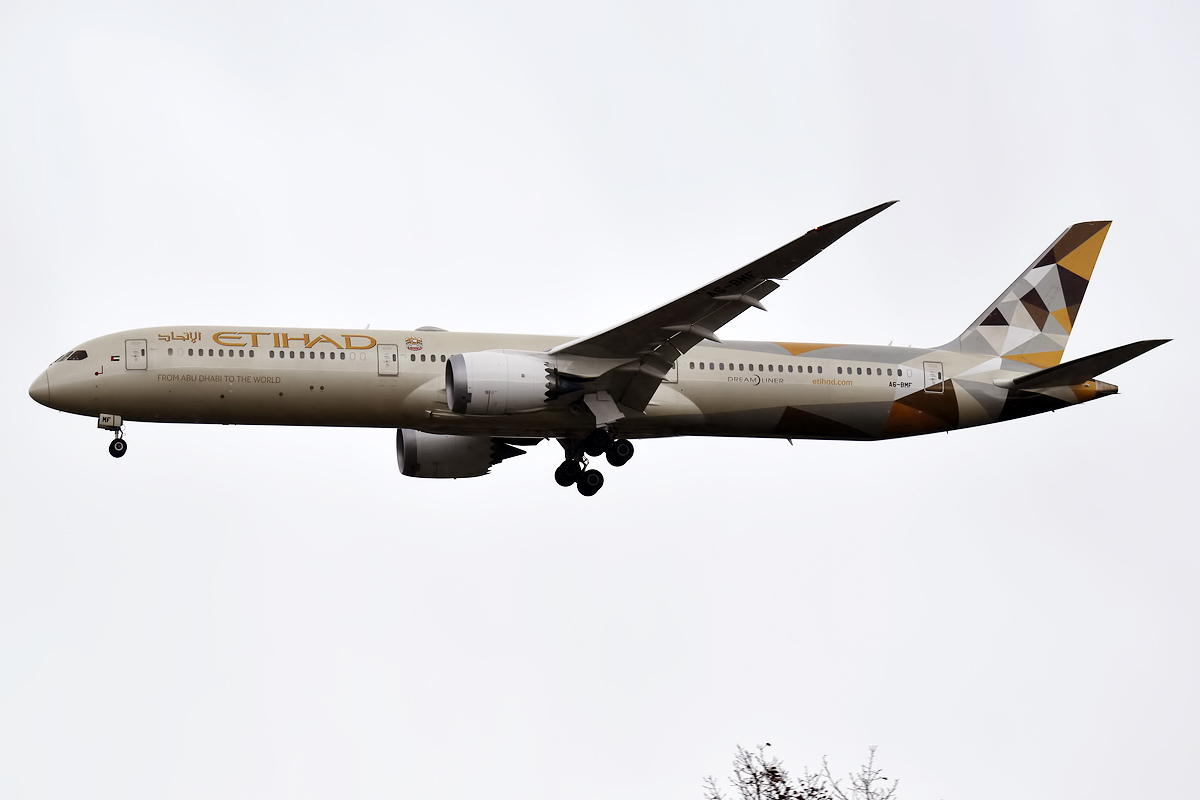
Boeing 787-10 linii Etihad Airways

18 lutego 2017 zaprezentowano najdłuższą wersję Dreamlinera 787-10 o długości 68,28 m (5,5 m dłuższy od 787-9) i pojemności ok. 330 miejsc, ale o najkrótszym zasięgu wynoszącym 11 900 km. Ceremonia po raz pierwszy odbyła się w North Charleston, Karolina Południowa, a honorowym gościem był prezydent Donald Trump. Do tego czasu Boeing zdołał dostarczyć ponad 500 szt. Dreamlinerów w dwóch poprzednich wersjach oraz zebrać zamówienie na 149 787-10. Zbieranie zamówień rozpoczęto w 2013 roku. Samolot konkuruje z Airbus A350-900, który oblatano w 2013 roku oraz jest odpowiedzią na zapotrzebowanie dla linii szukających następcy Boeinga 777-200ER.

## Parametry
|                                    | 787-8 (wersja podstawowa) | 787-9                     | 787-10                       | 767-300ER (dla porównania)                      | 767-400ER (dla porównania)                      | 777-200ER (dla porównania)                      |
| ---------------------------------- | ------------------------- | ------------------------- | ---------------------------- | ----------------------------------------------- | ----------------------------------------------- | ----------------------------------------------- |
| Długość                            | 57 m                      | 63 m                      | 68 m                         | 54,9 m                                          | 61,4 m                                          | 63,7 m                                          |
| Wysokość                           | 17,0 m                    | 17,0 m                    | 17,0 m                       | 15,8 m                                          | 16,8 m                                          | 18,5 m                                          |
| Rozpiętość                         | 60,0 m                    | 60,0 m                    | 60,0 m                       | 47,6 m                                          | 51,9 m                                          | 60,9 m                                          |
| Średnica kadłuba                   | 5,74 m                    | 5,74 m                    | 5,74 m                       | 5,03 m                                          | 5,03 m                                          | 6,19 m                                          |
| Maksymalna masa startowa MTOW      | 215 910 kg                | 251 743 kg                |                              | 186 880 kg                                      | 204 120 kg                                      | 297 824 kg                                      |
| Liczba miejsc                      | 250-290                   | 290-330                   | 330-440                      | 218 trzy klasy; 269 dwie klasy; 351 jedna klasa | 245 trzy klasy; 304 dwie klasy; 375 jedna klasa | 301 trzy klasy; 400 dwie klasy; 440 jedna klasa |
| Silniki                            | GE GEnx lub RR Trent 1000 | GE GEnx lub RR Trent 1000 | GE GEnx-1B lub RR Trent 1000 | GE CF6-80C2B7F lub P&W PW4062 lub RR RB211-524  | GE CF6-80C2B8F lub P&W PW4062                   | P&W 4090 lub RR Trent 895 lub GE GE90-94B       |
| Prędkość przelotowa                | 0,85 macha                | 0,85 macha                | 0,85 macha                   | 0,80 macha                                      | 0,80 macha                                      | 0,84 macha                                      |
| Zasięg                             | 13 620 km                 | 14 140 km                 | 11 910 km                    | 11 306 km                                       | 10 454 km                                       | 14 316 km                                       |
| Maksimum paliwa                    | 124 700 l                 | 138 700 l                 |                              | 90 770 l                                        | 90 770 l                                        | 171 160 l                                       |
| Pułap operacyjny (service ceiling) | 13 100 m                  | 13 100 m                  | 13 100 m                     | 13 100 m                                        | 13 100 m                                        | 13 100 m                                        |
| Rok rozpoczęcia służby             | 2011                      | 2013                      | 2018                         | 1988                                            | 2000                                            | 1997                                            |

Specyfikacje wszystkich samolotów z Boeing.com

## Zamówienia
Aktualne do 28 lutego 2018. Dane szczegółowe: active.boeing.com
| Linie lotnicze/zamawiający   | Zamówiono | Zamówiono | Zamówiono | Zamówiono | Zamówiono | Zamówiono | Dostarczono | Dostarczono | Dostarczono | Dostarczono |
| Linie lotnicze/zamawiający   | 787-8     | 787-9     | 787-10    | Suma      | GE        | RR        | 787-8       | 787-9       | 787-10      | Suma        |
| ---------------------------- | --------- | --------- | --------- | --------- | --------- | --------- | ----------- | ----------- | ----------- | ----------- |
| AerCap1                      |           | 30        |           | 30        | 4         |           |             |             |             |             |
| Aeroflot                     | 18        | 4         |           | 22        |           |           |             |             |             |             |
| Aeroméxico                   | 2         | 6         |           | 8         | *         |           | 2           | 6           |             | 8           |
| Air Astana                   | 3         |           |           | 3         |           | *         |             |             |             |             |
| Air Austral                  | 2         |           |           | 2         |           | *         | 2           |             |             | 2           |
| Air Canada                   | 8         | 29        |           | 37        | *         |           | 8           | 25          |             | 33          |
| Air China                    |           | 15        |           | 15        |           | *         |             | 14          |             | 14          |
| Air Europa                   | 8         | 10        |           | 18        |           | *         | 8           |             |             | 8           |
| Air France-KLM               |           | 17        | 8         | 25        | *         |           |             | 4           |             | 4           |
| Air India                    | 27        |           |           | 27        | *         |           | 27          |             |             | 27          |
| Air Lease Corporation1       |           | 23        | 25        | 48        | 28        | 4         |             | 6           |             | 6           |
| Air New Zealand              |           | 12        |           | 12        |           | *         |             | 11          |             | 11          |
| Air Niugini                  | 1         |           |           | 1         |           | *         |             |             |             |             |
| Air Tahiti Nui               |           | 2         |           | 2         | *         |           |             |             |             |             |
| Air Tanzania                 | 1         |           |           | 1         |           | *         |             |             |             |             |
| All Nippon Airways           | 36        | 44        | 3         | 83        |           | *         | 36          | 27          |             | 63          |
| American Airlines            | 20        | 22        |           | 42        | *         |           | 20          | 15          |             | 35          |
| Arik Air                     |           | 9         |           | 9         |           |           |             |             |             |             |
| Avianca                      | 13        | 3         |           | 16        |           | *         | 12          |             |             | 12          |
| Aviation Capital Group1      |           | 1         |           | 1         |           | *         |             | 1           |             | 1           |
| Avolon1                      |           | 6         |           | 6         |           |           |             |             |             |             |
| Azerbaijan Airlines          | 2         |           |           | 2         | *         |           | 2           |             |             | 2           |
| Biman Bangladesh Airlines    | 4         |           |           | 4         | *         |           |             |             |             |             |
| BOC Aviation1                |           | 4         |           | 4         |           | *         |             |             |             |             |
| British Airways              | 12        | 18        | 12        | 42        |           | *         | 9           | 16          |             | 25          |
| Boeing Business Jet2         | 7         | 2         |           | 9         | 5         | 3         | 6           | 2           |             | 8           |
| China Development Bank Fin.1 |           | 8         |           | 8         |           |           |             |             |             |             |
| China Southern Airlines      | 10        |           |           | 10        | *         |           | 10          |             |             | 10          |
| CIT Leasing Corporation1     | 4         | 16        |           | 20        | 7         | 7         | 4           | 5           |             | 9           |
| ECAir                        | 1         |           |           | 1         |           |           |             |             |             |             |
| El Al Israel Airlines        | 2         | 4         |           | 6         |           | *         |             |             |             |             |
| Ethiopian Airlines           | 16        |           |           | 16        | 10        | 6         | 16          |             |             | 16          |
| Etihad Airways               |           | 41        | 30        | 71        | *         |           |             | 19          | 1           | 20          |
| EVA Air                      |           |           | 18        | 18        | *         |           |             |             |             |             |
| GECAS1                       |           | 6         | 4         | 10        | *         |           |             |             |             |             |
| Gulf Air                     |           | 16        |           | 16        |           | *         |             |             |             |             |
| Hainan Airlines              | 10        | 13        |           | 23        | *         |           | 10          | 13          |             | 23          |
| Icelandair                   | 1         |           |           | 1         |           | *         |             |             |             |             |
| ILFC1                        | 23        | 51        |           | 74        | 34        | 40        | 23          | 33          |             | 56          |
| Japan Airlines               | 29        | 20        |           | 49        | *         |           | 31          | 19          |             | 50          |
| Jet Airways                  |           | 10        |           | 10        | *         |           |             |             |             |             |
| Kenya Airways                | 9         |           |           | 9         | *         |           | 9           |             |             | 9           |
| Korean Air                   | 1         | 10        |           | 11        | *         |           | 1           | 5           |             | 6           |
| LATAM Airlines Group         | 10        | 16        |           | 26        |           | *         | 10          | 8           |             | 18          |
| PLL LOT                      | 8         | 9         |           | 17        |           | *         | 8           | 7           |             | 15          |
| MG Aviation Limited1         |           | 4         |           | 4         |           | *         |             | 4           |             | 4           |
| Norwegian Air Shuttle        | 3         | 19        |           | 22        |           | *         | 3           | 5           |             | 8           |
| Okay Airways                 |           | 5         |           | 5         |           |           |             |             |             |             |
| Oman Air                     | 6         |           |           | 6         | *         |           | 2           |             |             | 2           |
| PrivatAir                    | 1         |           |           | 1         |           | *         | 1           |             |             | 1           |
| Qantas/Jetstar Airways       | 11        | 8         |           | 19        | *         |           | 11          | 4           |             | 15          |
| Qatar Airways                | 30        | 30        |           | 60        | 30        |           | 30          |             |             | 30          |
| Iraqi Airways                | 10        |           |           | 10        |           |           |             |             |             |             |
| Royal Air Maroc              | 5         | 4         |           | 9         | *         |           | 5           |             |             | 5           |
| Royal Brunei Airlines        | 5         |           |           | 5         |           | *         | 4           |             |             | 4           |
| Royal Jordanian              | 7         |           |           | 7         | *         |           | 3           |             |             | 3           |
| Ruili Airlines               |           | 6         |           | 6         |           |           |             |             |             |             |
| Saudia                       |           | 8         |           | 8         | *         |           |             | 8           |             | 8           |
| Scoot                        | 10        | 10        |           | 20        |           | *         | 10          | 6           |             | 16          |
| Singapore Airlines           |           |           | 49        | 49        |           | *         |             |             | 1           | 1           |
| TUI Travel PLC               | 13        | 6         |           | 19        | *         |           | 13          | 2           |             | 15          |
| Nieznani                     | 5         | 67        | 8         | 80        | 75        |           |             | 3           |             | 3           |
| United Airlines              | 12        | 25        | 14        | 51        | *         |           | 12          | 25          |             | 37          |
| Uzbekistan Airways           | 6         |           |           | 6         | *         |           | 2           |             |             | 2           |
| Vietnam Airlines             |           | 8         |           | 8         | *         |           |             | 8           |             | 8           |
| Virgin Atlantic Airways      |           | 17        |           | 17        |           | *         |             | 15          |             | 15          |
| WestJet                      |           | 10        |           | 10        | *         |           |             | 3           |             | 3           |
| Xiamen Airlines              | 6         | 6         |           | 12        | *         |           | 6           | 4           |             | 10          |
| Suma                         | 418       | 710       | 171       | 1299      | 700       | 441       | 356         | 323         | 2           | 681         |

GE = General Electric GEnx; RR = Rolls-Royce Trent 1000, 1przedsiębiorstwa leasingowe, 2 nabywcy rządowi lub prywatni.

## Katastrofy
12 czerwca 2025 roku Boeing 787-8 linii lotniczych Air India, obsługujący lot  AI171 uległ katastrofie w Indiach, w mieście Ahmadabad, kiedy po wzniesieniu się na około 190 metrów spadł na hostel dla lekarzy. Jest to pierwsza katastrofa tego typu samolotu w historii.